# Echinopsis candicans
Espèce
Classification APG III (2009)
Synonymes
- Soehrensia candicans
- Cereus pentalophus
- Cereus procumbens
- Echinocereus leonensis

Echinopsis candicans est une espèce de plantes à fleurs du genre Echinopsis et de la famille des Cactaceae originaire du nord et de l'ouest de l'Argentine (Désert de Monte). Ce cactus a de grandes fleurs blanches parfumées qui s'ouvrent la nuit.

## Description
Echinopsis candicans  a une croissance arbustive, avec des tiges en colonnes individuelles d'environ 60 cm de hauteur (mais pas plus de 2 m). La plante dans son ensemble peut s"étendre sur une surface de 3 m de diamètre. Les tiges sont vert clair, avec un diamètre pouvant atteindre 14 cm et ont de 9 à 11 côtes basses. Les grandes aréoles blanches sont espacées de 2 à 3 cm et produisent des épines jaune brunâtre, l'épine centrale allant jusqu'à 10 cm de long, les épines radiales jusqu'à 4 cm.
Les fleurs blanches parfumées s'ouvrent la nuit en été. Elles sont grandes, jusqu'à 19 cm de diamètre et 18  à 23 cm de long.

## Taxonomie
L'espèce a été décrite pour la première fois sous forme imprimée par Joseph zu Salm-Reifferscheidt-Dyck en 1834 dans son ouvrage Hortus Dyckensis, où il a attribué le nom Cereus candicans à Gillies En 1920, Britton et Rose ont placé l'espèce dans Trichocereus. Dans une publication de 1987, David Hunt a transféré l'espèce au genre Echinopsis, attribuant ce placement à Frédéric Weber.
La large circonscription de Echinopsis reste controversée ; le genre est accepté comme n'étant pas monophyletic.

## Pharmacologie
Soehrensia candicans contient 0,5 à 5,0 % de hordénine